# Luigi Maglione

Vapen

Luigi Maglione, född 2 mars 1877 i Casoria, Neapel, Italien, död 22 augusti 1944 i Casoria, var en italiensk kardinal och Vatikanstatens kardinalstatssekreterare 1939–1944.

## Biografi
Luigi Maglione föddes 1877, och prästvigdes den 25 juli 1901 i Neapel. 1920 blev han titulärärkebiskop av Caesarea, samt apostolisk nuntie till Schweiz; han vigdes till biskop av Pietro Gasparri den 26 september. 1926 blev han Heliga stolens sändebud till Frankrike. Han upphöjdes den 16 december 1935 till kardinalpräst med Santa Pudenziana som titelkyrka, och blev 1938 prefekt för Congregatio pro Clericis, en post han inte hann inneha ett år innan han i mars 1939 utnämndes till kardinalstatssekreterare, under den nytillträdde påve Pius XII. Han kvarblev i befattningen till sin död 1944.
Luigi Maglione deltog i konklaven 1939 som valde Pius XII till påve. Han är främst förknippad med Vatikanstatens politik under andra världskriget.